# Максін Банс
Максін Лі Банс (англ. Maxine Lee Bahns, нар. 28 лютого 1971, Стоу, Вермонт, США) — американська акторка, модель, тріатлоністка та дипломована психологиня. Найбільш відома ролями в кіно та на телебаченні.

## Життєпис
Народилася у Вермонті, проте згодом її родина переїхала на Лонг-Айленд. Її батько був американцем, а мати походила родом з Гонконгу і мала бразильське і китайське коріння. У Максін є рідна сестра — Бренді де Сен-Фаль. Вже з 16 років активно подорожувала Європою, відвідала Барселону, Валенсію, Париж і Рим. Після повернення до Нью-Йорка вступила до Нью-Йоркського університету, де вивчала літературу, латинську та грецьку мови і згодом отримала освітній рівень бакалавра мистецтв. Окрім навчання в університеті, Максін відвідувала уроки акторської майстерності в театрі Беверлі Хіллз, де навчалася під керівництвом Мілтона Кацеласа та Івани Чаббак.

### Кар'єра в кіно
Перших успіхів у кінематографі Максін Банс досягла головними ролями у фільмах свого партнера Едварда Бернса: «Брати Макмаллени» 1995 року і «Тільки вона єдина» 1996. В обох фільмах вони зіграли закохану пару. Невдовзі після завершення роботи над другим фільмом стосунки завершилися. У 1997 році Банс дебютувала на телебаченні в науково-фантастичному серіалі HBO «Перверсії науки», де зіграла невелику роль в одному з епізодів.
У 2000 році знялася в одній з головних ролей, у телевізійному екшені Затяжний стрибок з акторами Томом Беренджером та Стівеном Болдвіном, а також у трьох інших фільмах: кримінальному трилері «Небезпечні криві»; драматичній комедії «Віце»; та комедії «Цикл обертання». Далі послідувала значна кількість кіноролей та епізодичні появи в телесеріалах. Всього в доробку акторки понад 30 ролей в кіно і на телебаченні.

### Інша діяльність
Переїхавши до Лос-Анджелеса, Банс почала професійно займатися тріатлоном, брала участь у багатьох турнірах, найбільшим з яких був чемпіонат світу Ironman World Championship 2001 року. Під час активної спортивної кар'єри неодноразово з'явилася на обкладинках відомих спортивних видань Runner's World, Triathlete, Fit, Swim, тощо. 
В модельному бізнесі співпрацювала з агенцією Elite Model Management. Під час роботи моделлю з'являлася в численних журналах, включаючи FHM, Sports Illustrated for Women, Self, Glamour і Maxim.
В зрілому віці Максін Банс присвятила себе психологічній практиці, вона має ступінь Кандидат наук з клінічної психології, Тихоокеанського інституту післядипломної освіти та працює консультанткою з питань шлюбної та сімейної психології.

### Особисте життя
Перший її шлюб з актором Пітером Кроном тривав з 2003 по 2006. 13 жовтня 2007 року Банс одружилася з велогонщиком Патріком Вотсоном, з яким познайомились під час тренування з тріатлону. В шлюбі народила доньок Медісон Роуз (2009) і Гарпер Лі (2012). Нині проживає з родиною в Лос-Анджелесі.

## Фільмографія
| Рік       |    | Українська назва                       | Оригінальна назва                             | Роль                         |
| --------- | -- | -------------------------------------- | --------------------------------------------- | ---------------------------- |
| 1995      | ф  | Брати Макмаллени                       | The Brothers McMullen                         | Одрі                         |
| 1996      | ф  | Тільки вона єдина                      | She's the One                                 | Хоуп                         |
| 1997—1997 | с  | Перверсії науки                        | Perversions of Science                        | Бетті Соренсен               |
| 1998      | ф  | Чик-флік                               | Chick Flick                                   |                              |
| 2000      | ф  | Цикл обертання                         | Spin Cycle                                    | Вікі Тейлор                  |
| 2000      | ф  | Небезпечні криві                       | Dangerous Curves                              | Стелла Кросбі                |
| 2000      | тф | Затяжний стрибок                       | Cutaway                                       | Стар                         |
| 2000      | ф  | Віце                                   | Vice                                          | Саванна Логан                |
| 2001      | ф  | Еліта                                  | The Elite                                     | Лєна                         |
| 2005—2005 | с  | Місце злочину: Нью-Йорк                | CSI: NY                                       | представник початкової школи |
| 2005      | в  | Зашрамована                            | Scarred                                       | Хізер Хансен                 |
| 2006      | ф  | Втрачений рай                          | Paradise Lost                                 |                              |
| 2007—2007 | с  | Правосуддя                             | Justice (2006 TV series)                      | Дебора Роуз                  |
| 2007—2007 | с  | Студія 60 на Сансет-Стрип              | Studio 60 on the Sunset Strip                 | Лєна                         |
| 2007      | ф  | Пара                                   | Steam                                         | Сьюзен                       |
| 2008      | ф  | Фокусник                               | Conjurer                                      | Хелен Бернетт                |
| 2008—2010 | с  | Менталіст                              | The Mentalist                                 | Анжела Раскін Джейн          |
| 2009      | ф  | Стелліна блакитна                      | Stellina Blue                                 | Кеті                         |
| 2009      | ф  | Чарлі Валентайн                        | Charlie Valentine                             | Дженні                       |
| 2010      | ф  | Що зробив би Ісус?                     | What Would Jesus Do?                          | Вірджинія                    |
| 2010      | ф  | Загублене плем'я                       | The Lost Tribe                                | Майя                         |
| 2010—2010 | с  | Різзолі та Айлз                        | Rizzoli & Isles                               | Джоселін Ферфілд             |
| 2011—2011 | с  | Закон і порядок: Лос-Анджелес          | Law & Order: LA                               | Кеті Елвін                   |
| 2011      | ф  | Оголений забіг                         | Naked Run                                     | Джилл                        |
| 2012      | ф  | Запаморочливі фантазії Чарлі Свона III | A Glimpse Inside the Mind of Charles Swan III | мама                         |
| 2012      | ф  | Зводить мене з розуму: доказ концепції | Driving Me Crazy: Proof of Concept            | Келлі Петтерсон              |
| 2017      | тф | Дівчата з веб камер                    | Web Cam Girls                                 | детектив Сарзо               |
| 2019—2019 | с  | Занадто старий, щоб померти молодим    | Too Old to Die Young                          | Ребекка Гілкінс              |
| 2019—2019 | с  | Новобранець                            | The Rookie                                    | Жанін                        |
| 2019—2019 | с  | Анатомія Грей                          | Grey's Anatomy                                | Енн Хокінс-Гаррет            |
| 2019      | ф  | Коли порушуються обітниці              | When Vows Break                               | детектив Ньюмар              |
| 2020—2020 | с  | Контроль пошкоджень                    | Damage Control                                | Діана                        |
| 2021      | ф  | Агент одкровення                       | Agent Revelation                              | Люсі                         |